# Jaume Vidal
|  | Per altres biografies de persones anomenades Jaume Vidal, vegeu Jaume Vidal (desambiguació). |

Jaume Vidal (1607-1689) va ser monjo devot del Monestir de Montserrat i compositor, tot i que pel seu caràcter humil, va passar més desapercebut que el seu contemporani, en Joan Cererols. Jaume Vidal era un home que estimava en gran manera el retir i la solitud de la cel·la monacal per a la pregària personal, la meditació, el coneixement de la Sagrada Escriptura i el treball intel·lectual. És per això que va ser confessor i director espiritual de molts.

## Biografia
Fill de Felip Vidal i Joana, va ser batejat el 27 de juliol de l'any 1607. De pares devots, va ingressar a l'escolania, probablement entre els 8 i els 10 anys, i per les dates, és probable que tingués de mestre musical a P. Bernat Barecha. El 24 de juliol de 1628, amb 21 anys, va ser rebut al noviciat de Montserrat per l'Abat Beda Pi. Va ser acceptat de bon gust al monestir, ja que destacava per les seves qualitats musicals, la seva bonesa i la seva finor espiritual. A part de la formació espiritual pròpia del noviciat, va cursar els estudis eclesiàstics normals i els estudis superiors. Fou deixeble d'Antoni Escaules, monjo de Montserrat, d'origen francès, que ensenyava a Salamanca. És per això que donem per suposat que Jaume Vidal va estudiar a Salamanca, tot i que no és del tot segur. Un cop tornat al Monestir de Montserrat, va ser procurador de la Casa de Montserrat a Barcelona. D'aquí passà a ensenyar Filosofia al Monestir de Sant Benet de Bages. Més endavant donà Teologia al monestir de Sant Genís de Fontanes, del qual en va esdevenir abat l'any 1649, en substitució del Pare Plàcid de Fontcalda. A partir de l'any 1669, va ser Prior de Sant Pere de Riudebitlles. Encara va ser Governador de les Baronies, Vicari dels Ermitans, Cantor major de Montserrat, Majordom segon, Prior i Sagristà de Montserrat. Durant l'exili per les terres de Castella, fou requerit com a mestre de novicis dels monestirs benedictins de Sant Domènec de Silos, Oña i Cerdanya. A més a més, va ser gràcies a la seva intercessió davant el rei Felip IV de Castella, que els monjos catalans de Montserrat van deixar de ser desterrats a terres de Castella o a Itàlia. L'any 1665 l'antic abat de Montserrat, Juan Manuel de Espinosa, el va voler tenir a prop mentre era arquebisbe de Tarragona, i li va encomanar la catalogació de l'arxiu de Camprodon.

## Obra musical
L'obra que ens ha deixat Jaume Vidal és fruit de la seva activitat intel·lectual i artística, però malauradament, aquesta obra o s'ha perdut o ens ha arribat mutilada. La seva formació musical a l'escolania va donar lloc a algunes composicions musicals polifòniques. En total coneixem 13 obres escrites, de les quals només 5 són senceres. Totes són cants polifònics, segons l'estil del moment, acompanyats de baix continu, encara que sovint, i sobretot en les obres policorals, s'usaven instruments que reforçaven o suplien les veus dels cantors.

### Llistat d'obres
- Missa a 8 veus
- Missa de segon to a 5 veus
- "Las penas cenas y soles, villancet al Santíssim, a 4 veus
- "Fugitivo pajarillo", romanç a 4 veus
- Lamentació en llengua vulgar a 4 veus
- Missa de setè to a 15 veus
- Salm "Dominus regnavit" a 15 veus
- Càntic "Benedictus" a 15 veus
- Motet "Beatus vir" a 6 veus.
- Cantus "Magnificat" a 6 veus
- "Salve Regina a 5 veus

Les més sorprenents, són les obres a 15 veus, que originàriament formaven part del repertori de la Col·legiata d'Agramunt.